# Beautiful Christmas
«Beautiful Christmas» es una canción grabada por los grupos surcoreanos Red Velvet y Aespa como parte del álbum 2022 Winter SM Town: SMCU Palace. Fue lanzada el 14 de diciembre de 2022 por SM Entertainment. Escrita por Kim Jae-won (Jam Factory) y producida por Justin Reinstein, Alysa, y Jjean, es descrita como una canción del género de villancico bailable que cuenta con instrumentales de piano y un alegre ritmo de swing.

## Antedecentes y lanzamiento
El 1 de diciembre de 2022, se anunció que SM Entertainment lanzaría su décimo álbum navideño, el cual incluiría diversas colaboraciones con artistas de la compañía. El 9 y 10 de diciembre se publicaron las fotos conceptuales del sencillo, que incluyen las imágenes de cada integrante, así como las fotos grupales, seguido por el teaser del videoclip el 13 de diciembre. El 12 de diciembre, se reveló que ambos grupos lanzarían la canción «Beautiful Christmas» el 14 de diciembre, como sencillo de prelanzamiento del álbum 2022 Winter SM Town: SMCU Palace. La canción, junto a su vídeo musical fue lanzada el 14 de diciembre en varios portales de música.

## Composición
«Beautiful Christmas» fue escrita por Kim Jae-won (Jam Factory) y producida por Justin Reinstein, Alysa, y Jjean. Es descrita como una alegre canción navideña que combina elementos de música dance y villancicos, con instrumentación de piano y un ritmo swing animado, centrado en una línea de bajo rítmica. La letra expresa la emoción de la Navidad, recuerda el año que pasó y celebra la compañía de una persona especial. La canción destaca la fresca sinergia vocal entre Red Velvet y Aespa, capturando perfectamente el espíritu festivo de la canción y elevando el ambiente festivo.

## Posicionamiento en listas

### Lista semanal
| Lista (2022)                         | Mejor posición |
| ------------------------------------ | -------------- |
| Corea del Sur (Circle Digital Chart) | 113            |

### Lista mensual
| Lista (2022)                         | Mejor posición |
| ------------------------------------ | -------------- |
| Corea del Sur (Circle Digital Chart) | 187            |